# Suru (rivière)
Le Suru est une rivière indienne et pakistanaise d'une longueur de 185 km qui coule dans les régions de Jammu-et-Cachemire puis de Gilgit-Baltistan. Il est un affluent de l'Indus.